# Russisch-Amerikaanse Compagnie

Vlag van de Russisch-Amerikaanse Compagnie

De Russisch-Amerikaanse Compagnie (officieel: Onder Zijne Majesteits Hoogste Bescherming (patronaat) Russisch-Amerikaanse Compagnie; Russisch: Под высочайшим Его Императорского Величества покровительством Российская-Американская Компания -- Pod vysochaĭshim Yego Imperatorskogo Velichestva pokrovitelʹstvom Rossiĭskaya-Amerikanskaya Kompaniya) was een door de staat gesponsorde gecharterde compagnie die grotendeels is ontstaan op basis van de zogenaamde Sjelichov-Golikov Compagnie van Grigori Sjelichov en Ivan Larionovich Golikov (na de dood van Sjelichov werd het beheerd door zijn weduwe Natalia Sjelichova, met zware betrokkenheid van de schoonzoon van Sjelichov, Nikolaj Rezanov, tot zijn dood in 1807.
Het werd gecharterd door tsaar Paul I in 1799, en zo werd het het eerste naamloze vennootschap van Rusland, en stond het onder directe autoriteit van de minister van Handel van Keizerrijk Rusland. De minister van Handel (later, minister van Buitenlandse Zaken) Nikolai Petrovich Rumyantsev had een belangrijke invloed op de vroege zaken van de Compagnie. 
In 1801 werd het hoofdkwartier van de Compagnie verplaatst van Irkoetsk naar Sint-Petersburg en de kooplieden, die aanvankelijk de grootste aandeelhouders waren, werden al snel vervangen door de Russische adel en aristocratie. Graaf Rumyantsev financierde de eerste Russische maritieme vaart rond de aarde onder de gezamenlijk leiding van Adam Johann von Krusenstern en Nikolai Rezanov van 1803 tot 1806, en financierde en leidde later de reis van de circumnavigatie van de Riurik van 1814 tot 1816, die aanzienlijke wetenschappelijke informatie over de fauna en flora van Alaska en Californië verschafte, en belangrijke etnografische informatie over de Indianen van Alaska en Californië. Port Rumyantsev (Bodega Bay) in Noord-Californië werd naar hem vernoemd tijdens de Russisch-Californische periode (1814-1842) van Fort Ross.